# Club Deportivo Alcoyano
El Club Deportivo Alcoyano, S.A.D. es un club de fútbol español centenario con sede en Alcoy, en la  Comunidad Valenciana. Inaugurado el 28 de agosto de 1921 y fundado el 13 de septiembre de 1928, actualmente milita en el Grupo 3 de la Segunda Federación, disputa sus encuentros como local en el Estadio El Collao, que dispone de una capacidad de 4 850 espectadores. Ha militado en todas las categorías del fútbol español con una trayectoria de 4 temporadas en Primera División y 12 en Segunda División (donde cuenta con tres campeonatos). Desde el 1 de agosto de 2014, el club es una sociedad anónima deportiva.

## Historia
Inauguración el 28 de agosto de 1921.
El 13 de septiembre de 1928, en casa de Camilo Jordá Carbonell, periodista alcoyano, se reunieron los representantes de los clubs de la liga local y decidieron fundar el Club Deportivo Alcoyano.

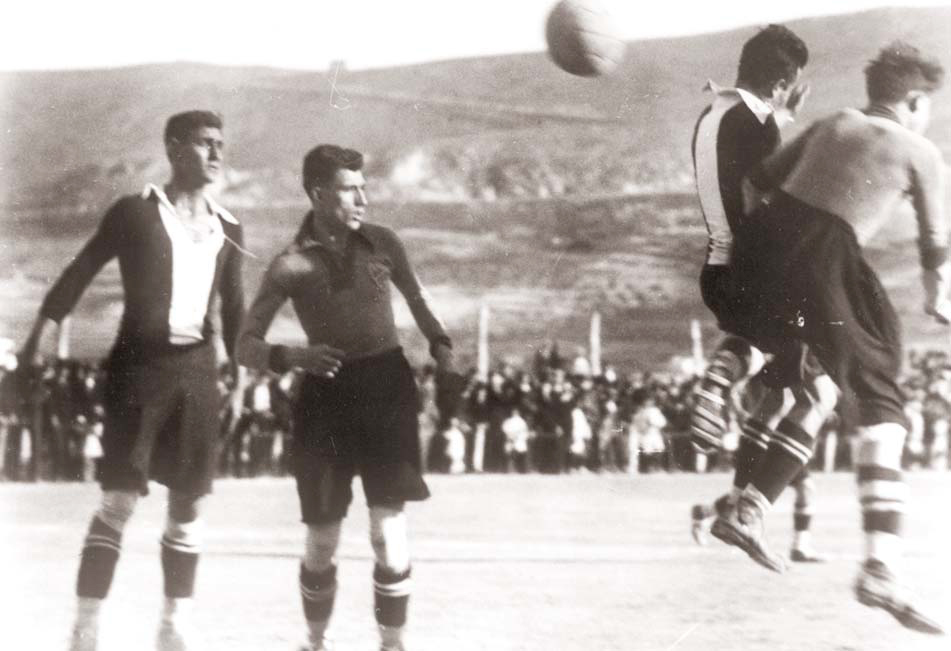
Boxing CD Alcoyano

### 1928-1936: Fundación, cambio de federación y la llegada de la Guerra Civil
El CD Alcoyano se inscribió el día 11 de septiembre de 1929 en la Federación Murciana de Fútbol y empezó a disputar competiciones deportivas regulares.
Inició su andadura en el Campeonato Regional de Murcia en la Segunda Categoría Murciana - Grupo B en la Temporada 1929/30 y quedó en una meritoria tercera posición sobre un total de 5 equipos.

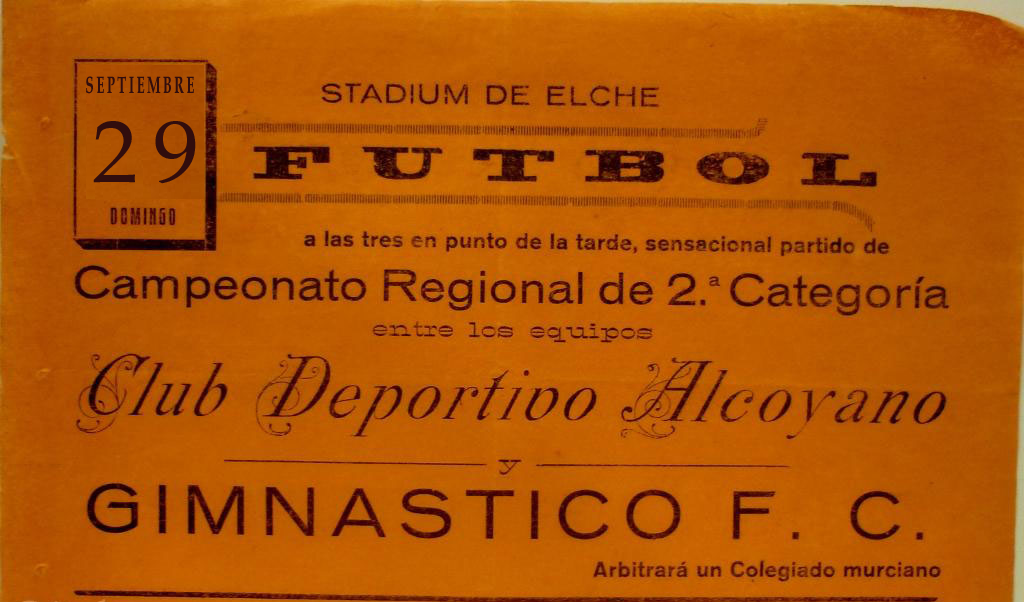
Entrada primer partido oficial el 29-9-1929

La siguiente temporada 1930/31 disputó de nuevo el Campeonato Regional de Murcia en la Segunda Categoría Murciana - Grupo B y quedó en cuarta posición sobre un total de 7 equipos, y empiezan las desavenencias respecto de los arbitrajes sobre todo cuando se enfrentaba  a los equipos más poderosos de la provincia (Elche CF, CD Eldense y Hércules FC).
En la siguiente temporada, 1931/32 disputó el Campeonato Regional de Murcia en la Segunda Categoría Murciana - Grupo III, quedó campeón y consiguió el primer título blanquiazul de su historia. Después disputó  la liguilla de ascenso a Primera Regional, y el CD Alcoyano llegó incluso a perder por 20-0 contra el Alicante FC y donde terminó quinto sin poder ascender.
En la temporada 1932/33, el CD Alcoyano vuelve a disputar el Campeonato Regional de Murcia en la Segunda Categoría Murciana y quedó en segunda posición sobre un total de 5 equipos. Y a partir de ese momento decide cambiar de Federación, y pasará a jugar en la Segunda Categoría Valenciana - Sección B y quedó encuadrado en la sección sur de la Segunda Categoría. Allí quedará entre los tres primeros puestos hasta la llegada de la guerra civil española en 1936.

### 1940-1960: Después de la guerra, el ascenso a la Primera División y la época dorada del club
Después de la Guerra Civil, el equipo pierde futbolistas de calidad, aunque continúa con sus excelentes resultados.  
En la temporada 1939/40 queda como Campeón del Campeonato Regional Amateur Valenciano: grupo VIII y ascendió a la primera categoría regional valenciana.   
En la temporada 1940/41 el club milita en Primera Categoría de la Regional Valenciana y queda en un meritorio cuarto puesto de un total de 8 equipos (http://arquero-arba.futbolme.net/Regionales/Comunidad%20Valenciana/1940-41/4041-1r.htm). Esa misma temporada fue Campeón Regional Amateur y en el Campeonato de España Amateur el CD Alcoyano perdió la final ante el Zaragoza, en Mestalla y se proclamó, por tanto, subcampeón de España Amateur.  
Hasta que llega la temporada 1941/42, en la cual se proclama de nuevo campeón de la Primera Categoría  de la Regional Valenciana, y consigue el tercer puesto en la fase de ascenso nacional y consigue ascender por primera vez en su historia a la Segunda División Nacional de Liga del fútbol español (http://arquero-arba.futbolme.net/Regionales/Comunidad%20Valenciana/1941-42/4142-1r.htm).  
La siguiente temporada,1942/43, debuta en la categoría de plata (Segunda División) pero termina último de su grupo III con 8 equipos, pero queda primero en el grupo IV con 5 equipos en la liguilla de descenso y posteriormente vuelve a quedar primero en el grupo II con tres equipos en la liguilla final de descenso, y por lo tanto, se mantiene en Segunda División con mucho esfuerzo y sacrificio (Segunda División de España 1942-43). 
La temporada siguiente, 1943/44 quedó cuarto en Segunda División sobre un total de 14 equipos, perdió la primera eliminatoria de promoción de ascenso a primera división contra el RCD Espanyol, renunció incluso a la opción de disputar la eliminatoria en campo neutral (Camp de Les Corts, Barcelona, 7-1) (Segunda División de España 1943-44). 

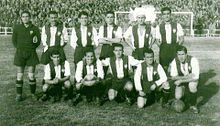
Plantilla del CD Alcoyano en Primera División, 1945

Renueva la plantilla y en la siguiente campaña, 1944/45, el CD Alcoyano se proclama campeón de Segunda División por méritos propios, y consigue, por primera vez en su historia, ascender de manera directa a la categoría de oro del fútbol español, es decir, a Primera División (Segunda División de España 1944-45).  
Como tiene una plantilla muy inexperta, en la temporada 1945/46 queda en decimotercera posición en Primera División sobre 14 equipos y descendió a la categoría de plata y volvió a Segunda División (Primera División de España 1945-46). 

En esta temporada, 1945/46, el CD Alcoyano alcanza su mayor logro en la Copa de España tras alcanzar los 1/4 de Final de la competición. En la primera eliminatoria venció a la UD Salamanca por un global de 3-8 (El Helmántico, 2-3 y El Collao, 5-1). En 1/8 de final eliminó al Athletic Club de Bilbao por un global de 3-5 (San Mamés, 3-3 y El Collao, 2-0). Y por último llegó hasta 1/4 de final donde quedó eliminado por el Real Madrid por un global de 2-4 (El Collao, 2-2 y Chamartín 2-0) (Copa del Generalísimo de fútbol 1946#Cuartos de Final).  

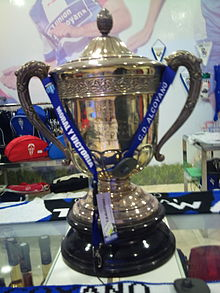
Una de las tres Copas de Liga de Segunda División ganadas por el CD Alcoyano.

Sin perder las ganas de ascender, en la temporada 1946/47, quedó de nuevo campeón en Segunda División y arrasó con 16 victorias y 6 empates y ascendió de nuevo a la Primera División del fútbol español (Segunda División de España 1946-47).  
El Alcoyano fue uno de los primeros clubs de España en tener autobús propio – En el Año 1947 militó en la 1ª división del fútbol español.  

En la temporada 1947/48, vuelve a primera división e hizo su mejor temporada en primera división y quedó décimo en la clasificación y quedó por delante del Real Madrid y se mantuvo en Primera División (Primera División de España 1947-48).    

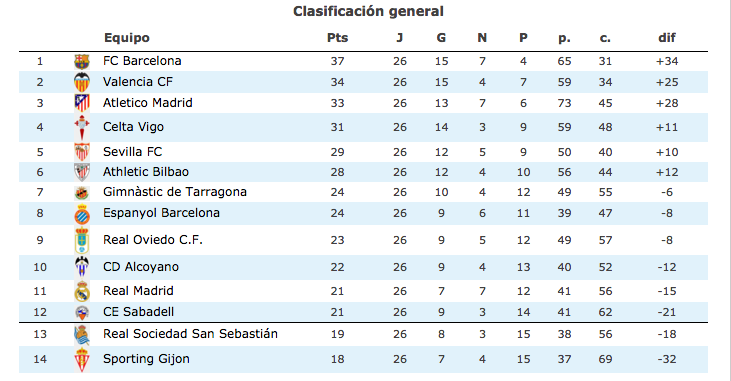
Clasificación final en Primera División 1947-48

Sin embargo, una temporada después, 1948/49, tras quedar en decimotercera posición sobre 14 equipos, desciende de nuevo a la Segunda división (Primera División de España 1948-49). 

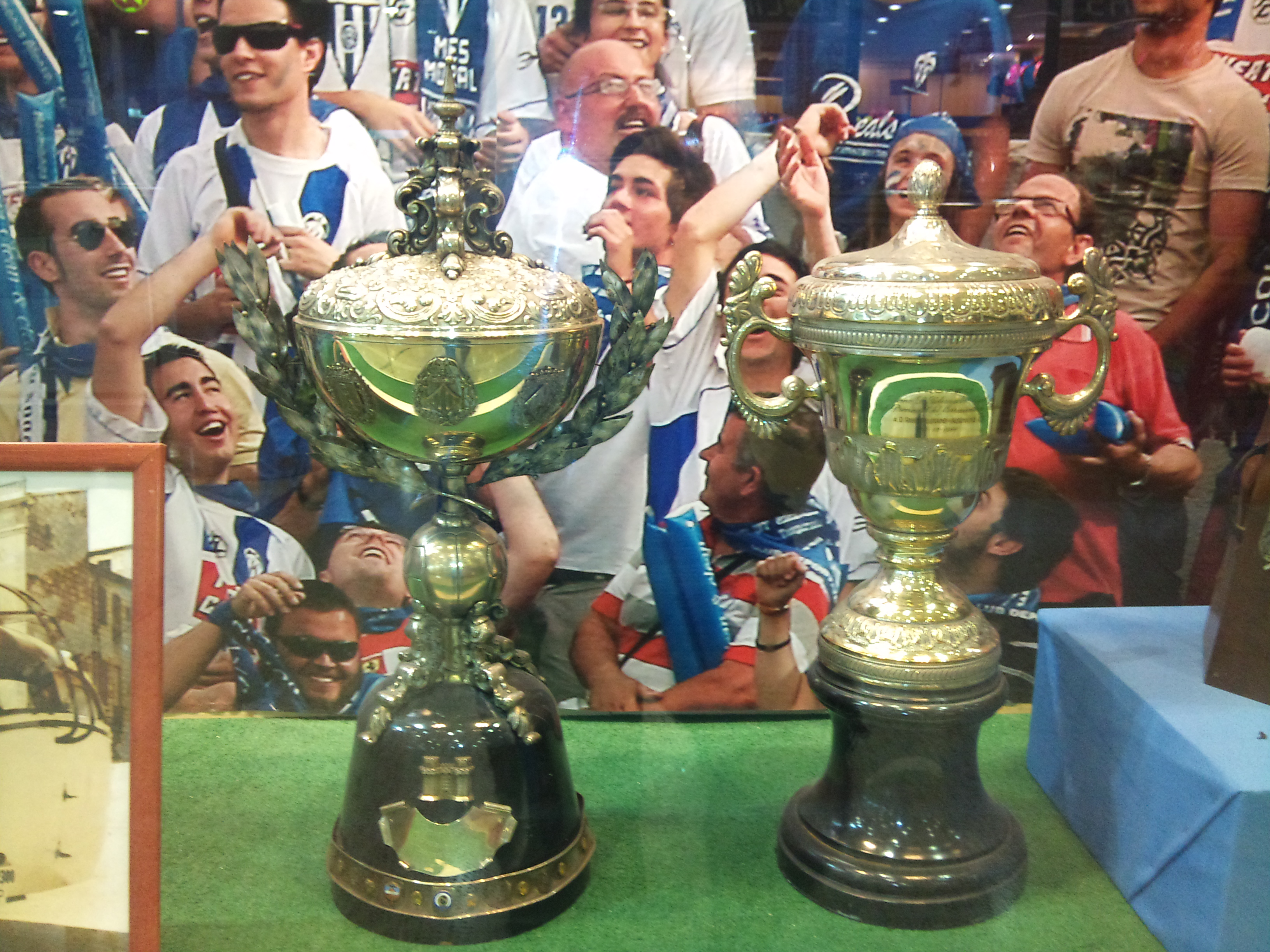
Trofeos CD Alcoyano

Una temporada después, 1949/50, quedará de nuevo campeón por tercera vez en el grupo II de Segunda división y tras quedar cuarto en una liguilla de fase de ascenso, y de jugar una eliminatoria final de ascenso contra el Nàstic de Tarragona (Estadio de Sarrià, Barcelona 3-6), el CD Alcoyano ascenderá por última vez a la Primera División del fútbol español (Segunda División de España 1949-50). 

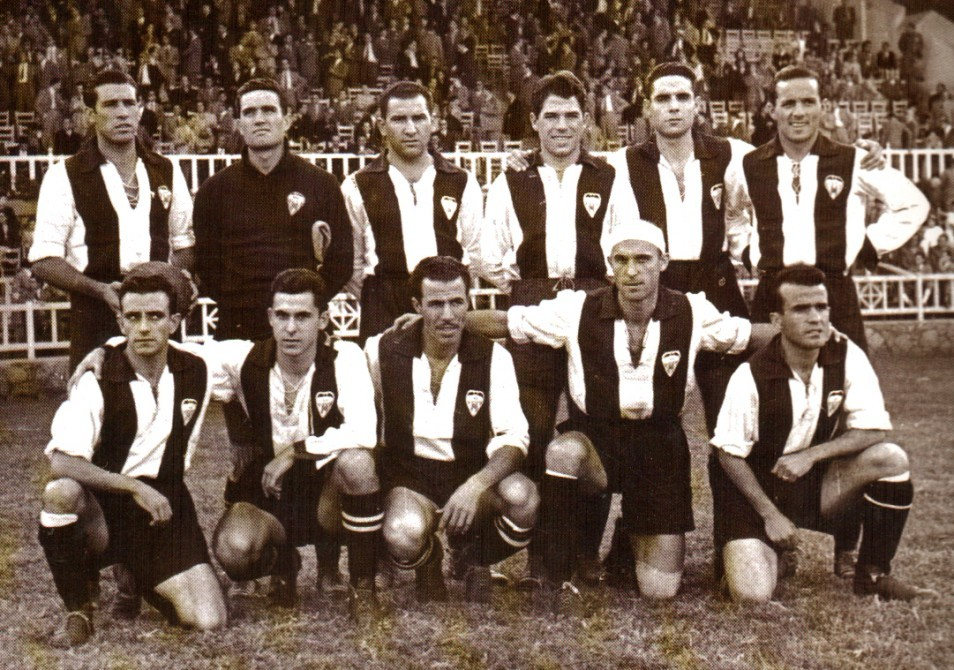
Alineación que protagonizó la primera victoria ante el Real Madrid, en 1948 CD Alcoyano

Empieza la década de los 50 en primera división que fue su última temporada, 1950/51, en la máxima categoría hasta la actualidad. 

Esa temporada acabó en decimoquinta posición sobre 16 equipos, y al final de la temporada descendió hasta la Segunda División del fútbol español (Primera División de España 1950-51).  
Su presencia en la máxima división fue siempre angustiosa y el club ocupaba siempre los últimos lugares de la tabla y luchaba para escapar de los puestos de descenso. Pero sus jugadores y directivos siempre exteriorizaban una gran confianza en la salvación final. De esto vino la expresión popular "Tener más moral que el Alcoyano" que ha permanecido hasta nuestros días en el argot popular. Otras versiones aseguran que la cita proviene de uno de los primeros partidos del club, en el que el equipo era derrotado por cuatro o siete goles a falta de pocos minutos para el final. Tras la decisión del árbitro de dar por concluido el encuentro sin llegar al tiempo reglamentario, se sucedieron las protestas por parte de jugadores y aficionados que todavía confiaban en la remontada.

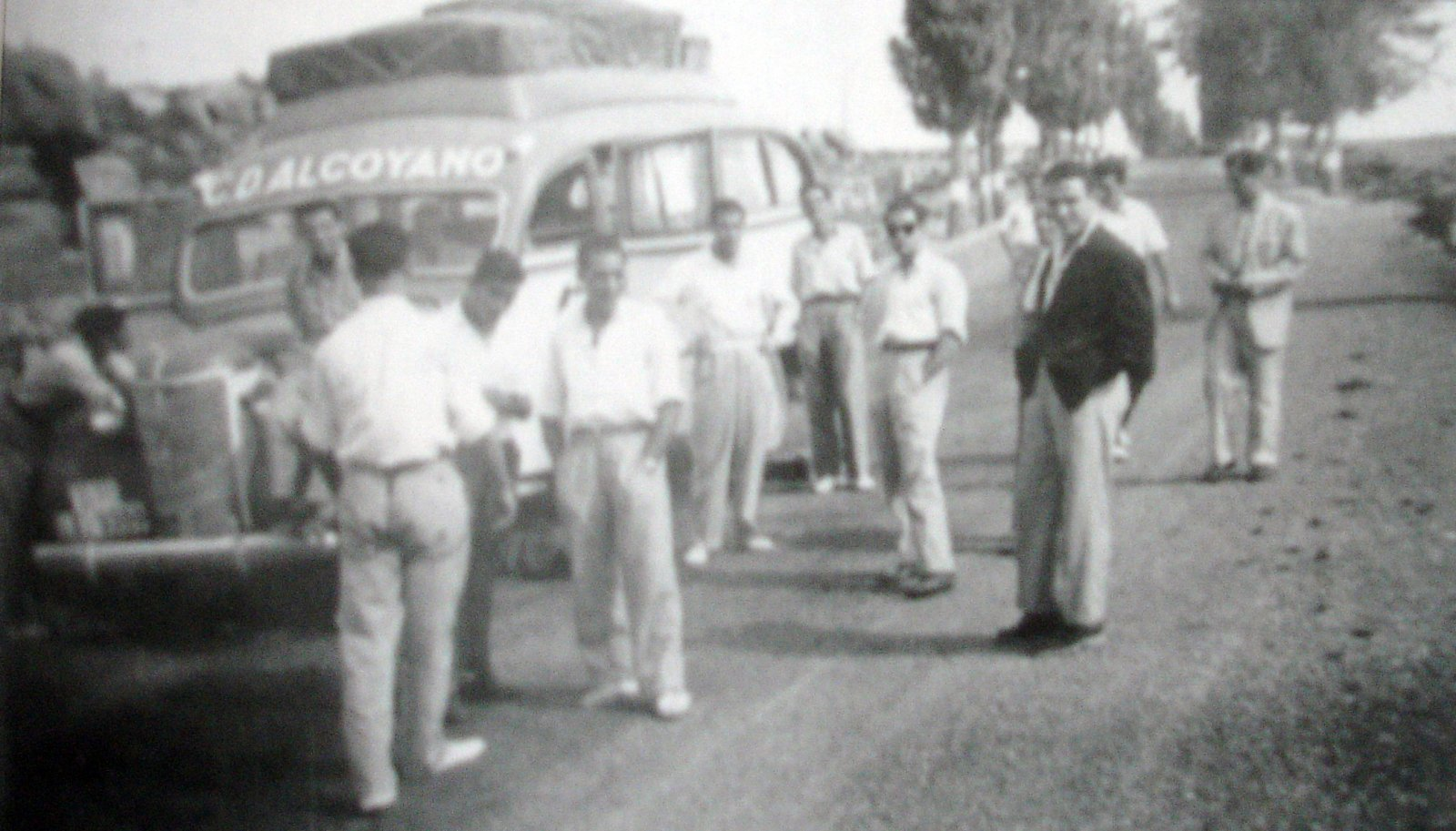
El Alcoyano fue unos de los primeros clubs de España en tener autobús propio - Año 1947 en 1ª división

Años después, en la temporada 1953/54 desciende a tercera división por primera vez en su historia (Segunda División de España 1953-54). En la siguiente temporada 1954-55 queda campeón del grupo IX jugó una promoción de ascenso contra ocho equipos y quedó tercero sin conseguir ascender a Segunda división (Tercera División de España 1954-55#Grupo IX 2).
Dos años después, en la temporada 1956-57, queda nuevamente campeón de grupo y consigue el ascenso a 2.ª División, venció al RCD Mallorca  (El Collao, 3-2, y El Fortín, Mallorca), 2-1), y tras un partido de desempate en campo neutral (Sarrià, Barcelona, 3-2), y tras la eliminatoria final de ascenso contra la Unió Esportiva de Sants (El Collao, 2-0 y Camp de la Energía, Barcelona 1-0) en la ciudad condal (Tercera División de España 1956-57).
La siguiente temporada 1957-58 en Segunda División Gr.II quedó en décimo octavo lugar y descendió a tercera división otra vez con una plantilla inexperta (Segunda División de España 1957-58). 

### 1960-1970: Una travesía en el desierto y el retorno efímero a la Segunda División
La llegada de los años sesenta trae aires de recuperación, pero no acaban de definirse completamente, ya que sus oportunidades de ascenso se diluyen con el paso de los años. En la campaña 61/62 son segundos en Tercera con el técnico Pedro Paradilla y entran en la Fase de Promoción de Ascenso como subcampeones sin conseguir ascender (Tercera División de España 1961-62).  
En esta Fase de Ascenso eliminó primero al C.D. Juventud de Zaragoza: 2-1 en la capital aragonesa y 4-1 en casa; después en la segunda eliminatoria eliminó al C.D. Manchego: 2-1 en Ciudad Real y 3-0 en casa; y cayó en la eliminatoria final ante el C.D. Basconia: 0-0 en casa y 2-1 en Basauri (Anexo:Promoción de ascenso a Segunda División de España 1962#Promoción de subcampeones de grupo y de segunda división). 
En la siguiente temporada, 1962/63, el CD Alcoyano volvió a quedar subcampeón de su grupo IX de Tercera División.(Tercera División de España 1962-63) .Y disputó la Eliminatoria de Ascenso como subcampeón del grupo contra el CE Hospitalet, perdió la eliminatoria global por un marcador global de 6-5 (Estadio Municipal de l'Hospitalet, 4-1 y en El Collao 4-2) (Anexo:Promoción de ascenso a Segunda División de España 1963#Promoción de subcampeones de grupo y de segunda división). 
Nueve temporadas después del último descenso, en la temporada 1966-67 consiguió de nuevo quedar como campeón del grupo IX de Tercera División, y ascendió después de eliminar al CD Eldense en la primera eliminatoria de ascenso (Estadio Municipal, Elda, 0-1, y El Collao, 4-0), y a la UE Olot en la eliminatoria final de ascenso a Segunda División (Nou Estadi Municipal, 3-1 y El Collao, 4-0) (Anexo:Promoción de ascenso a Segunda División de España 1967).

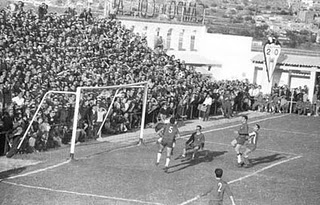
Ascenso a 2.ª división en el Collao - Alcoyano vs Olot (1967)

En el regreso a la categoría de plata (1967-68) (Segunda División de España 1967-68)., quedó en tercera posición, sin opción a jugar la promoción de ascenso y consiguió la permanencia. Ese sueño solo le duró dos temporadas al CD Alcoyano, porque en la siguiente temporada ,1968-69, descendió nuevamente al quedar en decimotercera posición y perdió la promoción de descenso ante la UE Sant Andreu (Campo de Santa Coloma, 2-2 y El Collao, 1-2), y descendió de nuevo a la tercera división del fútbol español (Segunda División de España 1968-69).

### 1970-1977: Estancia en Tercera División y en Regional Preferente Valenciana
La década de los setenta está marcada por su estancia en Tercera división y en la Regional Preferente Valenciana. En la temporada 1969/70, el equipo acabado de descender de segunda división, consigue un tercer puesto quedó a siete puntos del campeón, el Hércules CF y de la promoción de ascenso. Las dos siguientes temporadas alterna varios puestos de mitad de la tabla pero en la temporada 1973/74 quedó en decimosexto lugar perdió la eliminatoria por la permanencia ante el CD Villena (El Collao 1-0 y La Solana 2-0) y descendió, por primera vez en su historia a Regional preferente. 
En Regional preferente, el equipo demuestra que sigue siendo fuerte y quedó durante las tres temporadas siguientes en segunda posición. En la primera temporada en Regional Preferente, 1974/75, quedó subcampeón, y perdió la eliminatoria por el ascenso contra la SD Michelín Lasarte de Lasarte-Oria, Guipúzcoa (El Collao, 3-1, y Campo de Michelín 2-0, hubo partido de desempate en la Romareda, (Zaragoza) con victoria de la SD Michelín Lasarte por 1-0 (http://arquero-arba.futbolme.net/Regionales/Comunidad%20Valenciana/1974-75/7475-p.htm).  
En la  segunda temporada en Regional Preferente, 1975/76, se quedó de nuevo a las puertas de conseguir el ascenso tras quedar subcampeón del grupo valenciano, y perder contra el Díter Zafra de Badajoz en la eliminatoria de ascenso (El Collao, 1-1 y Nuevo Estadio de Zafra, 1-0) (http://www.arquero-arba.futbolme.net/Regionales/Comunidad%20Valenciana/1975-76/7576-p.htm).  
Una temporada más tarde, 1976/77, el CD Alcoyano quedará de nuevo subcampeón del grupo Sur valenciano de Regional Preferente, y conseguirá el ascenso directo a la Tercera División del fútbol español al producirse una importante ampliación en el número de equipos en Tercera División. (http://arquero-arba.futbolme.net/Regionales/Comunidad%20Valenciana/1976-77/7677-p-s.htm).   

### 1977-1996: Retorno a Tercera, debut y 14 temporadas seguidas en Segunda División B.
Después de ascender de Regional Preferente, ya en Tercera División, el Deportivo Alcoyano se mantiene entre los puestos altos y en mitad de la tabla durante 4 temporadas. 
Hasta que llega la temporada 1981/82 en la que queda campeón de grupo (Tercera División de España 1981-82).
En la fase de ascenso, se enfrentó al Orihuela Deportiva y perdió 4-2 en el total de la primera eliminatoria (El Collao 2-2 y Los Arcos 2-0). Pero al Deportivo Alcoyano le sonríe la suerte por el descenso por impagos del Levante UD y asciende de manera administrativa a Segunda B, por primera vez en su historia, junto con el Zamora CF y el CD Fuengirola, que aprovechan los descensos administrativos del Getafe CF y la UD Almería (Anexo:Promoción de ascenso a Segunda División B de España 1982).
En la nueva Segunda División B permaneció durante catorce temporadas seguidas, quedó en mitad de la tabla y dos veces cuarto en la clasificación final (1989/90 y 1990/91).
En la temporada 1990/91 el CD Alcoyano queda en cuarta posición (Segunda División B de España 1990-91) y entra en la Fase de Promoción de Ascenso del Grupo C junto con la SD Compostela, el CD Badajoz y el Deportivo Alavés, donde quedará en tercera posición (Anexo:Promoción de ascenso a Segunda División de España 1991).

### 1996- 2004: Una nueva travesía de 8 temporadas en el desierto de la Tercera División
Después de una muy buena racha en Segunda División B, en la temporada 1995/96, el Deportivo queda decimoséptimo en la clasificación y vuelve a Tercera división tras una trayectoria de catorce años seguidos en Segunda B (Segunda División B de España 1995-96).
En su primera temporada en Tercera,1996-1997, queda campeón de su grupo VI (Tercera División de España 1996-97), pero pierde las opciones de ascenso en el penúltimo partido contra el Lorca CF en Lorca (San José, 5-2), en el Grupo C1 de la liguilla de ascenso junto con el CD Manacor y la UE Badaloní (Anexo:Promoción de ascenso a Segunda División B de España 1997). 
Varios años después, 1998/99, quedó tercero en el grupo VI de Tercera División, y de nuevo tercero en el grupo C1 de Fase de Ascenso con el Lorca CF, AEC Manlleu y CD Atlético Baleares (Anexo:Promoción de ascenso a Segunda División B de España 1999) sin conseguir el ansiado ascenso. 
Los noventa se han consumido cuando se vuelve a temer otro descenso a Regional, en la temporada 2000/01. 
Ya en el nuevo siglo, empiezan a mejorar los resultados, se mantuvo en la mitad de la tabla o acarició la promoción de ascenso al quedar en quinta posición (temporada 2002-2003). 
Un año después de quedar quinto, gracias al chileno Roberto Granero se consigió el merecido ascenso en la temporada 2003-2004, quedó subcampeón del Grupo VI (Tercera División de España 2003-04) .Y venció posteriormente en las eliminatorias de Ascenso del grupo C4 de Fase de Ascenso a la UD Poblense de La Puebla, en Baleares, por 1-5  en el global en la primera eliminatoria de ascenso (Nou Camp de La Puebla 0-2 y El Collao 3-1), y a la AD Mar Menor de San Javier, Murcia por un 2-0 global en la eliminatoria final de ascenso (El Collao 2-0 y El Pitín 0-0)  (Anexo:Promoción de ascenso a Segunda División B de España 2004). En este partido final se produjo, seguramente, el mayor desplazamiento visitante de la afición del CD Alcoyano en toda su historia reciente. 

### 2004-2011: Retorno a la Segunda División B y consolidación del equipo
Su nueva andadura en Segunda B, 2004/05, empezó con buen pie y quedó en séptima posición y quedó a nueve puntos del Real Zaragoza B. 

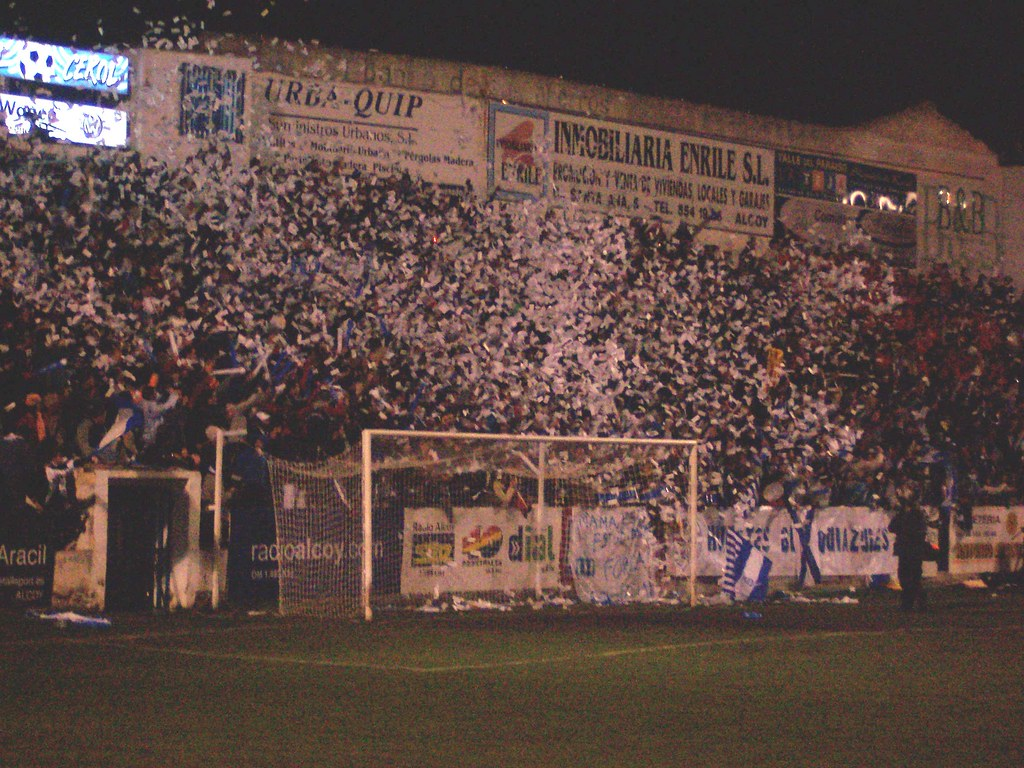
Copa del Rey CD Alcoyano 0 - 1 At. Madrid el 30 de noviembre de 2005.

Una temporada después, 2005/06 queda quinto en la tabla y muy cerca de la promoción de ascenso. El equipo sigue subió de nivel. 
En una muy meritoria Copa del Rey 2005/06 el CD Alcoyano llegó hasta los 1/16 de final donde cayó con el At. Madrid por 0-1 en El Collao. Anteriormente había eliminado muy holgadamente  al RCD Mallorca, que por entonces jugaba en primera división, por 4-1 en la tercera ronda en El Collao. 
En la siguiente temporada, 2006/07, a manos de Juan Ignacio Martínez alcanzan una merecida tercera posición y se clasifican para la fase de ascenso. En la primera fase, se enfrentan al Burgos CF perdió en los penaltis en Burgos tras un 0-0 global en la eliminatoria (El Collao, 0-0 y El Plantío, 0-0 (pen. 5-4).

En la siguiente temporada 2007-2008, el equipo queda en un simple noveno puesto. Mientras que en la Copa del Rey 2007/08 volvió a llegar hasta los 1/16 de final donde quedó eliminado por el FC Barcelona (0-3 en El Collao y 2-2 en el Nou Camp), donde el equipo de la moral dejó un muy buen sabor de boca. 

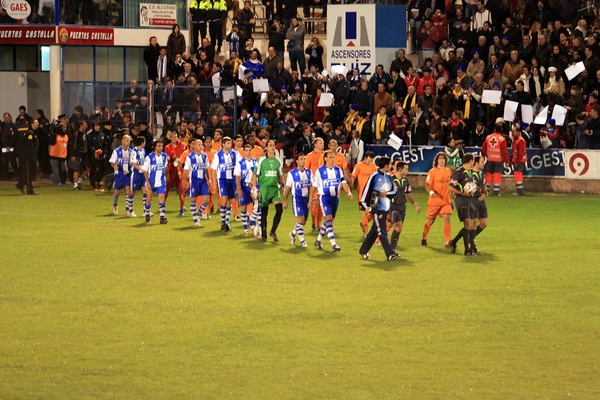
Copa del Rey. CD Alcoyano 0 - FC Barcelona 3. 13 de noviembre de 2007.

Pero a la siguiente temporada 2008-2009 se proclama campeón de grupo (Segunda División B de España 2008-09). En la fase de campeones de grupo, se enfrentó al FC Cartagena y perdió contra el equipo murciano por un 4-3 global (Cartagonova, 2-1 y El Collao, 2-2) de recuerdo nefasto para la afición alcoyana, ya que había muchas ilusiones depositadas en aquel ascenso y con El Collao lleno a rebosar. En la siguiente eliminatoria de repesca de la fase de ascenso, de nuevo la suerte no le acompaña y pierde contra la AD Alcorcón por un 2-2 global a favor de la AD Alcorcón (Santo Domingo, 1-0 y El Collao, 2-1) (Anexo:Promoción de ascenso a Segunda División de España 2009).

### 2011-2019: El retorno a Segunda División 42 años después y un nuevo descenso a Tercera División
Después de quedar campeón y no conseguir ascender, en la temporada 2009/10 se clasifica en cuarta posición. Vuelve a tener la mala suerte de empatar y perder contra la SD Eibar por un 0-2 global (El Collao, 0-0 e Ipurúa, 2-0). 
En la temporada 2010/11, quedó tercero en la tabla, se clasificó por tercer año consecutivo para la fase de ascenso. En la primera ronda, venció fácilmente a un Real Madrid Castilla, ganó por 0-2 en el Estadio Santiago Bernabéu y empató en Alcoy a 2 goles. Luego, volvió a tocar el durísimo Éibar con el que empató como local a cero y empató 1-1 en Éibar. Pasó a la final contra el CD Lugo ganó en El Collao por un gol de Raúl Fabiani y ganó en Lugo con un gol de César Remón. 

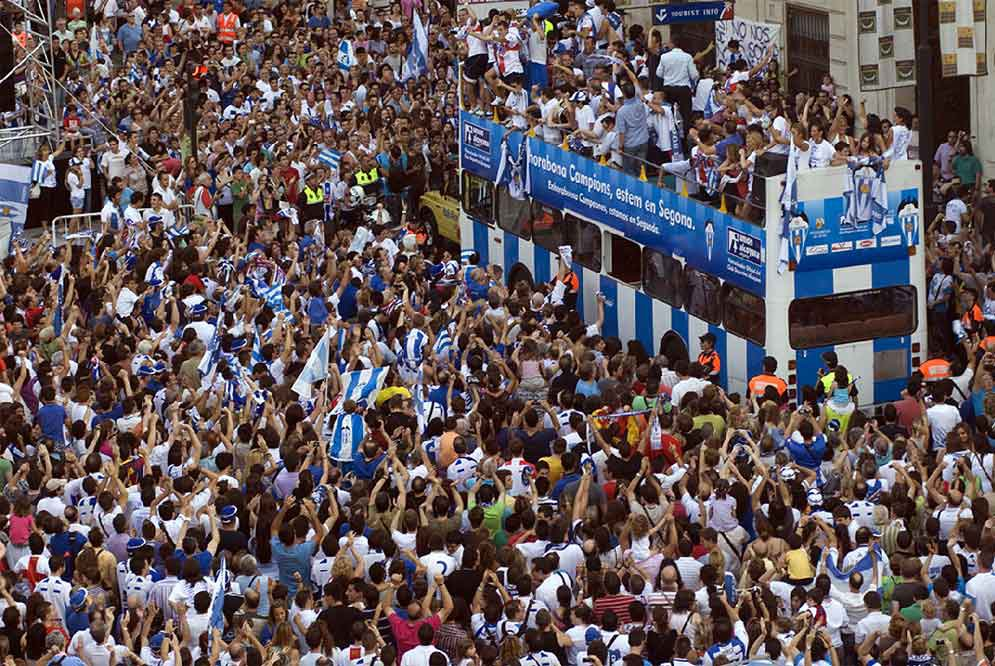
Ascenso a 2.ªA (año 2011)

En la temporada 2011/12 el Deportivo Alcoyano volvía a Segunda División 42 años después. En Segunda División, quedó penúltimo en la clasificación y descendió a Segunda B.
La siguiente temporada, 2012/13, quedó clasificado en cuarta posición (Segunda División B de España 2012-13) y se clasificó para disputar el play-off de ascenso, pero cayó en la primera ronda contra la SD Eibar por 2-2 en El Collao y 1-1 en Ipurúa. (Anexo:Promoción de ascenso a Segunda División de España 2013) 
El 1 de agosto del 2014, el club consigue terminar el proceso de transformación en "Sociedad Anónima Deportiva". 
Hasta la temporada 2016-2017 no se vuelve a clasificar para el Play-Off de ascenso, y lo hace como segundo clasificado por detrás del Barça B. En el sorteo le correspondió de nuevo el FC Cartagena (bestia negra, y rival de mal recuerdo por la eliminatoria de 2009), quedó eliminado en la primera ronda, empató 0-0 en Cartagonova y perdió en El Collao por 0-2.
En la temporada 2018/2019 quedó en decimosexta posición se clasificó para jugar el Play-out por la permanencia contra Real Club Celta de Vigo B perdió el partido de ida por 1-0 en campo municipal de Barreiro y 0-1 en El Collao causó así su vuelta a la Tercera División española tras otra trayectoria de catorce años seguidos en Segunda División B.

### 2019-2020: Llega la pandemia de la COVID-19, año atípico en Tercera y el retorno a Segunda División B
La temporada 2019-2020 se suspende a mitad de marzo de 2020 debido a la pandemia del coronavirus con el Alcoyano como líder indiscutible del grupo. El 25 de mayo la RFEF emitió un comunicado diciendo que la clasificación se valida tal y como se quedó antes de la suspensión de la competición, por lo tanto el Alcoyano quedó como campeón de grupo. Más tarde, la RFEF anunció que el play-off fue territorial, es decir, entre los equipos en puestos de play-off del mismo grupo (1.º vs 4.º y 2.º vs 3.º) a partido único. Entre los dos enfrentamientos, salió la final. Empató 0-0 ante el CF Intercity y perdió en la final 0-1 contra el Atzeneta UE. Al haber quedado campeón de grupo, tenía el derecho de jugar un play-off adicional contra otros campeones de grupo que no ganaron la final. En el sorteo le tocó el Lealtad, pero justo 2 horas antes del partido, se anunció que tres jugadores del CD Marino dieron positivo en los tests de coronavirus, por lo que se tuvo que suspender el play-off. Al día siguiente se anunció que los positivos fueron falsos positivos, pero los equipos ya estaban cada uno en su ciudad. Tras varios días de silencio, finalmente la RFEF el 10 de agosto anunció que los cuatro equipos participantes en el play-off adicional ascendieron a Segunda B.

### 2020-2021: Una copa del Rey para la historia y ascenso a la nueva categoría de Primera RFEF
Tras ascender a Segunda B mediante el comunicado de la federación, la Segunda B (que fue la última temporada de esta competición) estaba compuesta por 102 equipos, divididos en 5 grupos, donde cada grupo tiene dos subgrupos. El Alcoyano quedó encuadrado en el grupo III-B, junto a otros equipos valencianos y baleares.
La primera ronda de la copa ganó por 4-1 al CD Laredo, después en 1/32 de final le tocó la SD Huesca, a la que también eliminó por 2-1 en el Collao. Después en el sorteo de 1/16 de final le tocó en suerte el Real Madrid CF en El Collao.
El 20 de enero de 2021, en 1/16 de final, el Alcoyano hizo historia al eliminar al Real Madrid CF de la Copa del Rey 2020-21, venció por 2-1 en casa, tras llevar el partido hasta la prórroga.
Finalmente tras eliminar al Real Madrid CF, le tocó el Athletic Club de Bilbao en 1/8 de final, quien ganó por 1-2 en El Collao en un disputadísimo encuentro que dejó muy buen sabor de boca en la afición alcoyana.
De nuevo se recordó por toda España la famosa frase de "Tener más Moral que el Alcoyano" y "La Moral del Alcoyano", tras demostrar la garra y tesón del equipo del CD Alcoyano de Segunda División B que había conseguido eliminar a dos equipos todopoderosos de Primera División (SD Huesca y Real Madrid CF) y llegar hasta los 1/8 de final de la Copa del Rey contra otro equipo de Primera División (Athletic Club de Bilbao) (Copa del Rey de fútbol 2020-21).
Tras una magnífica temporada, el 14 de marzo de 2021 consiguió su segundo ascenso consecutivo de categoría, en este caso a la Primera Federación, tras vencer 0-1 al Atzeneta UE.

### 2021-2025: Una nueva categoría, la Primera RFEF y de nuevo "el equipo de la moral" en la copa del Rey
El CD Alcoyano continúa haciendo historia al estrenar una nueva categoría del fútbol español, la Primera Federación. Al mismo tiempo, el equipo de la moral, inicia una nueva aventura en la Copa del Rey 2021-22. En la primera ronda eliminatoria  venció al CD Badajoz 0 - 3 CD Alcoyano. En la Segunda ronda eliminatoria CD Alcoyano 3 (3 pen.) - 3 (1 pen.) Levante UD el 14 de diciembre de 2021 en El Collao, El equipo de la moral acabó llegando, de nuevo, hasta los 1/16 de final donde fue eliminado por el Real Madrid CF el 5 de enero de 2022 en El Collao (Alcoy) por un resultado final de 1-3.
En enero de 2023 se convierte en máximo accionista del club el empresario vasco Juan Carlos Ramírez.
El CD Alcoyano permaneció en Primera Federación durante 4 temporadas (2021-2025) donde quedó en 11º (2021-22), 15º (2022-23), 11º (2023-24) y 18º (2024-25) se consumó finalmente el descenso a la nueva categoría de Segunda RFEF. 

### 2025 -: Una nueva categoría, la Segunda Federación (Segunda RFEF) y el club vuelve a estar en manos de accionariado alcoyano
Los 90 equipos de Segunda Federación (RFEF) se dividen en 5 grupos de 18 equipos cada uno, sus representantes eligieron la opción que propuso la RFEF.
En cada uno de los grupos habrá 18 equipos, cuyos representantes han aprobado en la Ciudad del Fútbol de Las Rozas (Madrid) la opción propuesta por la RFEF, la cual ha calculado a través de un software el menor número de kilómetros en el cómputo total de la categoría.
El CD Alcoyano debutará en el grupo 3 de Segunda Federación con los siguientes rivales: 
- Grupo 3: Cataluña: At. Lleida CE, FC Barcelona Atlètic, Girona FC "B", RCD Espanyol "B", Reus FC, Terrassa FC, UE Olot y UE Sant Andreu.  Baleares: CD Atlético Baleares, CD Ibiza Islas Pitiusas, CE Andratx, UD Poblense y UE Porreres.  Valencia: CD Castellón "B", CF Torrent y Valencia Mestalla y Aragón: UD Barbastro.

## Estadio

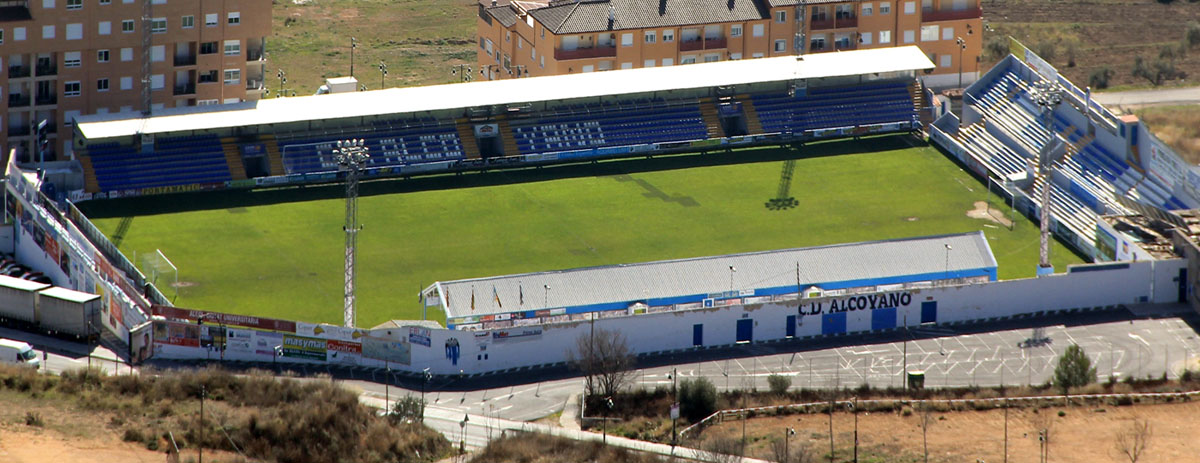
Estadio El Collao

La sede de local es el estadio Campo de El Collao, ubicado en la calle Oliver s/n, de Alcoy. Fue inaugurado el 28 de agosto de 1921, en los terrenos que eran del industrial papelero D. Francisco Laporta Boronat, quien los cedió desinteresadamente para la construcción del Campo del Collao. El primer equipo en jugar en el Collao fue el Real Alcodiam Deportivo (precursor del actual Club Deportivo Alcoyano).
Las buenas relaciones entre el presidente y directiva del Alcodiam con los altos cargos militares que residían en la ciudad, ayudaron mucho en poder conseguir la explanación del terreno de juego, y gracias a Don Ramón García-Reguera, coronel del Regimiento de Infantería Vizcaya n.º 21, ubicado donde actualmente se encuentra el Centro Comercial Alzamora, allí estaba el cuartel donde se pudo conseguir mano de obra a coste 0. Fueron más de 200 soldados los que trabajaron en la explanación del terreno de juego y así poder darle las medidas adecuada al campo del Collao.
El Municipal "Campo de El Collao" es una instalación deportiva municipal inaugurada en 1921. Posee una capacidad aproximada de 4.850 espectadores y su terreno de juego posee unas dimensiones de 102 por 63 metros de césped natural. Con motivo del Ascenso a Segunda División el 26 de junio de 2011, el césped y sistema de riego fue sustituido por primera vez en su historia. Debido a su singular construcción, se suele decir que es un campo con estilo inglés, y habitualmente presenta buenas entradas de público.

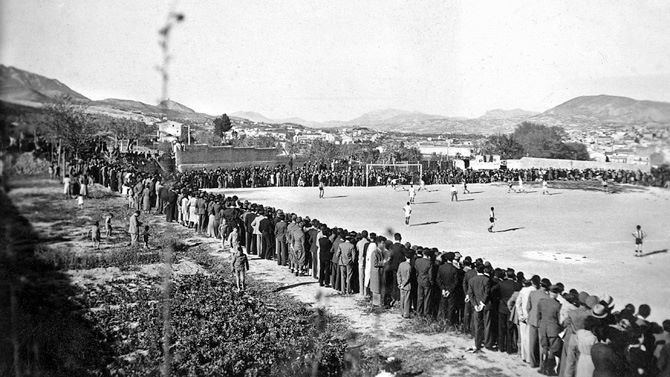
El Collao, el todavía estadio del CD Alcoyano, en 1939. // CD Alcoyano

## Clasificación última temporada
PRIMERA RFEF GRUPO II (2024-2025)
| Pos | Equipo        | PTOS | JUG | GAN | EMP | PER | GF | GC | Dif |
| --- | ------------- | ---- | --- | --- | --- | --- | -- | -- | --- |
| 18º | C.D. Alcoyano | 42   | 38  | 10  | 12  | 16  | 32 | 47 | -15 |

## Temporada 2024-2025

### Plantilla y cuerpo técnico

#### Altas, bajas y renovaciones 2024-25
| ALTAS                       | ALTAS             | ALTAS                        | ALTAS               | ALTAS |
| Jugador                     | Posición          | Procedencia                  | Tipo                | Coste |
| --------------------------- | ----------------- | ---------------------------- | ------------------- | ----- |
| Manu García                 | Portero           | Real Murcia                  | Libre               | 0 €   |
| Andrés Rodríguez            | Defensa central   | Yeclano Deportivo            | Libre               | 0 €   |
| Borja Granero               | Defensa central   | C.D. Castellón               | Libre               | 0 €   |
| Pichu Atienza               | Defensa central   | Asteras Trípoli              | Libre               | 0 €   |
| Carlos Blanco (invierno)    | Defensa central   | Sestao River                 | Libre               | 0 €   |
| Jon Rojo                    | Lateral izquierdo | Unionistas de Salamanca C.F. | Libre               | 0 €   |
| Jacques Dago                | Centrocampista    | Marbella F. C.               | Regresa tras cesión | 0 €   |
| Dani Molina                 | Centrocampista    | San Fernando C.D.I.          | Libre               | 0 €   |
| Eneko Undabarrena           | Centrocampista    | C.F. Intercity               | Libre               | 0 €   |
| Rubén Fernández, "Ferni"    | Extremo izquierdo | S.D. Logroñés                | Libre               | 0 €   |
| Mamadou Cellou              | Extremo derecho   | F.C. Cartagena "B"           | Libre               | 0 €   |
| Mamor Niang                 | Delantero centro  | U.D. Melilla                 | Libre               | 0 €   |
| Cristian Herrera            | Delantero centro  | San Fernando C.D.I.          | Libre               | 0 €   |
| Pablo Morgado               | Delantero centro  | F.C. Jove Español            | Libre               | 0 €   |
| Mario Losada                | Delantero centro  | Unionistas de Salamanca C.F. | Libre               | 0 €   |
| Víctor Pastrana             | Delantero centro  | C. D. Atlético Baleares      | Libre               | 0 €   |
| Yacine Qasmi                | Delantero centro  | S.D. Eibar                   | Libre               | 0 €   |
| David Velázquez (invierno)  | Delantero centro  | C.F. La Nucía                | Libre               | 0 €   |
| Rafael De Palmas (invierno) | Delantero centro  | Hércules C.F.                | Cesión              | 0 €   |

| BAJAS                        | BAJAS             | BAJAS               | BAJAS                 | BAJAS    |
| Jugador                      | Posición          | Destino             | Tipo                  | Ingresos |
| ---------------------------- | ----------------- | ------------------- | --------------------- | -------- |
| José Perales                 | Portero           | C.D. Atlético Paso  | Rescisión de contrato | 0 €      |
| Álvaro Vega                  | Defensa           | Atlético Sanluqueño | Fin de contrato       | 0 €      |
| Sergio Nieto                 | Defensa           | Zamora C.F.         | Fin de contrato       | 0 €      |
| Javier Jiménez               | Defensa           | U.D. Alzira         | Fin de contrato       | 0 €      |
| Borja Granero (invierno)     | Defensa           | Nástic de Tarragona | Libre                 | 0 €      |
| Jon Rojo (invierno)          | Lateral izquierdo | Sestao River        | Libre                 | 0 €      |
| Pablo Ganet                  | Centrocampista    | A.D. Mérida         | Fin de contrato       | 0 €      |
| Sergio Gil                   | Centrocampista    | S. D. Logroñés      | Fin de contrato       | 0 €      |
| Jacques Dago                 | Centrocampista    | C.D. Estepona F.S.  | Libre                 | 0 €      |
| Juanan Casanova              | Centrocampista    | Lleida Esportiu     | Rescisión de contrato | 0 €      |
| Kike Carrasco                | Extremo derecho   | San Fernando C.D.I. | Fin de contrato       | 0 €      |
| Cristian Fernández. "Agüero" | Delantero         | A.D. Ceuta F.C.     | Libre                 | 0 €      |
| Rafael De Palmas             | Delantero         | Hércules C.F.       | Fin de cesión         | 0 €      |
| Dani Selma                   | Delantero         | C.D. Tenerife       | Fin de cesión         | 0 €      |
| Mikel Pradera                | Delantero         | S.D. Tarazona       | Rescisión de contrato | 0 €      |
| Mamor Niang (invierno)       | Delantero         | Sin equipo          | Rescisión de contrato | 0 €      |

| CESIONES | CESIONES | CESIONES | CESIONES | CESIONES |
| Jugador  | Posición | Destino  | Inicio   | Término  |
| -------- | -------- | -------- | -------- | -------- |

| RENOVACIONES    | RENOVACIONES   | RENOVACIONES | RENOVACIONES           | RENOVACIONES |
| Jugador         | Posición       | Hasta        | Tipo                   |              |
| --------------- | -------------- | ------------ | ---------------------- | ------------ |
| José Perales    | Portero        | 2025         | Renovación de contrato |              |
| Jaume Valens    | Portero        | 2025         | Renovación de contrato |              |
| Primi Férriz    | Defensa        | 2025         | Renovación de contrato |              |
| Álvaro Vega     | Defensa        | 2025         | Renovación de contrato |              |
| Imanol García   | Centrocampista | 2025         | Renovación de contrato |              |
| Javier Antón    | Centrocampista | 2025         | Renovación de contrato |              |
| José Lara       | Centrocampista | 2025         | Renovación de contrato |              |
| Juanan Casanova | Centrocampista | 2025         | Renovación de contrato |              |

## Trayectoria histórica
| TEMPORADAS                          |                                  |                                         |                                  |                                     |
| 1929/30 - 03º Regional Mur. SeccA   | 1953/54 - 14º 2.ª División A G-2 | 1974/75 - 02º Regional Pref. Val.       | 1995/96 - 17º 2.ª División B G-3 | 2016/17 - 02º 2.ª División B G-3    |
| 1930/31 - 04º Regional Mur. SeccA   | 1954/55 - 01º 3.ª División G-9   | 1975/76 - 02º Regional Pref. Val.       | 1996/97 - 01º 3.ª División G-6   | 2017/18 - 13º 2.ª División B G-3    |
| 1931/32 - 01º Regional Mur. G-3     | 1955/56 - 03º 3.ª División G-9   | 1976/77 - 02º Regional Pref. Val. G-Sur | 1997/98 - 07º 3.ª División G-6   | 2018/19 - 16º 2.ª División B G-3    |
| 1932/33 - 02º Regional Val. 2.ª Cat | 1956/57 - 01º 3.ª División G-9   | 1977/78 - 04º 3.ª División G-5          | 1998/99 - 03º 3.ª División G-6   | 2019/20 - 01º 3.ª División G-6      |
| 1933/34 - 02º Regional Val. 2.ª Cat | 1957/58 - 18º 2.ª División A G-2 | 1978/79 - 04º 3.ª División G-5          | 1999/00 - 12º 3.ª División G-6   | 2020/21 - 02º 2.ª División B G-3B   |
| 1934/35 - 03º Regional Val. 2.ª Cat | 1958/59 - 05º 3.ª División G-9   | 1979/80 - 10º 3.ª División G-6          | 2000/01 - 17º 3.ª División G-6   | 2021/22 - 11º 1.ª División RFEF G-2 |
| 1935/36 - 03º Regional Val. 3.ª Cat | 1959/60 - 06º 3.ª División G-9   | 1980/81 - 05º 3.ª División G-6          | 2001/02 - 10º 3.ª División G-6   | 2022/23 - 15º 1.ª División RFEF G-2 |
| 1939/40 - 01º Regional Val. 1.ª Cat | 1960/61 - 03º 3.ª División G-9   | 1981/82 - 01º 3.ª División G-6          | 2002/03 - 05º 3.ª División G-6   | 2023/24 - 11º 1.ª División RFEF G-2 |
| 1940/41 - 04º Regional Val. 4.ª Cat | 1961/62 - 02º 3.ª División G-9   | 1982/83 - 07º 2.ª División B G-2        | 2003/04 - 02º 3.ª División G-6   | 2024/25 - 18 1.ª División RFEF G-2  |
| 1941/42 - 01º Regional Val. 1.ª Cat | 1962/63 - 02º 3.ª División G-9   | 1983/84 - 08º 2.ª División B G-2        | 2004/05 - 07º 2.ª División B G-3 | 2025/06 - ??º 2.ª División RFEF G-3 |
| 1942/43 - 08º 2.ª División A G-3    | 1963/64 - 09º 3.ª División G-9   | 1984/85 - 08º 2.ª División B G-2        | 2005/06 - 05º 2.ª División B G-3 |                                     |
| 1943/44 - 04º 2.ª División A        | 1964/65 - 03º 3.ª División G-9   | 1985/86 - 05º 2.ª División B G-2        | 2006/07 - 03º 2.ª División B G-3 |                                     |
| 1944/45 - 01º 2.ª División A        | 1965/66 - 06º 3.ª División G-9   | 1986/87 - 12º 2.ª División B G-1        | 2007/08 - 09º 2.ª División B G-3 |                                     |
| 1945/46 - 13º 1.ª División          | 1966/67 - 01º 3.ª División G-9   | 1987/88 - 10º 2.ª División B G-4        | 2008/09 - 01º 2.ª División B G-3 |                                     |
| 1946/47 - 01º 2.ª División A        | 1967/68 - 03º 2.ª División A G-2 | 1988/89 - 09º 2.ª División B G-4        | 2009/10 - 04º 2.ª División B G-3 |                                     |
| 1947/48 - 10º 1.ª División          | 1968/69 - 13º 2.ª División A     | 1989/90 - 04º 2.ª División B G-4        | 2010/11 - 03º 2.ª División B G-3 |                                     |
| 1948/49 - 13º 1.ª División          | 1969/70 - 03º 3.ª División G-6   | 1990/91 - 04º 2.ª División B G-4        | 2011/12 - 21º 2.ª División A     |                                     |
| 1949/50 - 01º 2.ª División A G-2    | 1970/71 - 06º 3.ª División G-3   | 1991/92 - 09º 2.ª División B G-3        | 2012/13 - 04º 2.ª División B G-3 |                                     |
| 1950/51 - 15º 1.ª División          | 1971/72 - 04º 3.ª División G-3   | 1992/93 - 14º 2.ª División B G-3        | 2013/14 - 07º 2.ª División B G-3 |                                     |
| 1951/52 - 03º 2.ª División A G-2    | 1972/73 - 07º 3.ª División G-3   | 1993/94 - 09º 2.ª División B G-3        | 2014/15 - 06º 2.ª División B G-3 |                                     |
| 1952/53 - 07º 2.ª División A G-2    | 1973/74 - 16º 3.ª División G-3   | 1994/95 - 08º 2.ª División B G-3        | 2015/16 - 06º 2.ª División B G-3 |                                     |

## Partidos, goles, temporadas y títulos.
- Debut en Regional Partido 1:     (29/09/1929)    Gimn. Elche 2- CD Alcoyano 0
- 1º Gol en Regional  :      (06/10/1929)      CD Alcoyano 3 (Pepe Bou) - Hércules CF 2
- 2ª División: Partido 1:     (27/09/1942)      R. Murcia 3- 0 CD Alcoyano
- 1º Gol en 2ª División:      (04/10/1942)    CD Alcoyano 2 (Rey, min.4) - Ceuta 3
- 1ª División: Partido 1:     (23/09/1945)      R.Murcia 2 - 3 CD Alcoyano
- 1º Gol en 1ª División:     (23/09/1945)      R.Murcia 2 - 3 CD Alcoyano (Antonio Vidal "Tito", min.1)
- 2ª División: Partido 100: (09/02/1947)      CD Alcoyano 3-1 Gimnástic de Tarragona
- 1ª División: Partido 100: (25/02/1951)      Valencia CF 4-1 CD Alcoyano
- 2ª División: Partido 200: (27/09/1953)      Granada CF 3-0  CD Alcoyano
- 3ª División: Partido 100: (21/04/1957)      CD Alcoyano 3-1 Ontinyent CF
- 2ª División: Partido 300: (10/11/1968)      Rayo Vallecano 2-2 CD Alcoyano
- 3ª División: Partido 500: (19/03/1972)      CD Alcoyano 2-2 Barcelona Atlético
- 2ªB División: Partido 1:  (05/09/1982)      Granada CF 2-0 CD Alcoyano
- 2ªB División: Primer gol:(12/09/1982) CD Alcoyano (Ñoño, min.28) 2-0 AD Torrejón
- 2ªB División: Partido 100: (10/02/1985)    AD Ceuta 3-1 CD Alcoyano
- 2ªB División: Partido 200: (04/10/1987)    RB Linense 2-2 CD Alcoyano
- 2ªB División: Partido 300: (01/04/1990)    Cartagena F.C. UCAM 1-1 CD Alcoyano
- 2ªB División: Partido 500: (23/04/1995)    Levante UD 0-0 CD Alcoyano
- 3ª División: Partido 1.000: (16/12/2001)    CF Gandia 1-0 CD Alcoyano
- 2ªB División: Partido 750: (07/11/2009)    CD Alcoyano 4-0 CD Denia
- Partido 2.500 en Competición Oficial: (02/01/2011 en 2.ª División B)  CD Alcoyano 0-0 Atlético Baleares
- 2ªB División: último partido liga: (21/03/2021)    CD Alcoyano 2-1 VCF Mestalla
- 1ª RFEF: Partido 1:     (27/08/2021)      CD Alcoyano 1 - 0 R. Betis Dptivo.
- 1º Gol en 1ª RFEF: Partido 1:     (27/08/2021)      CD Alcoyano 1 (Jona, min.90) - 0 R. Betis Dptivo.
- 1ª RFEF: Partido 100:     (18/02/2024)      UD Melilla 0 - 2 CD Alcoyano.
- Gol 100 en 1ª RFEF:     (10/03/2024)      CD Alcoyano 1 (Juanan Casanova, min.81, pen) - 0 CD Castellón.
- 2ª RFEF: Partido 1:  (07/09/2025) CD Alcoyano - Valencia Mestalla

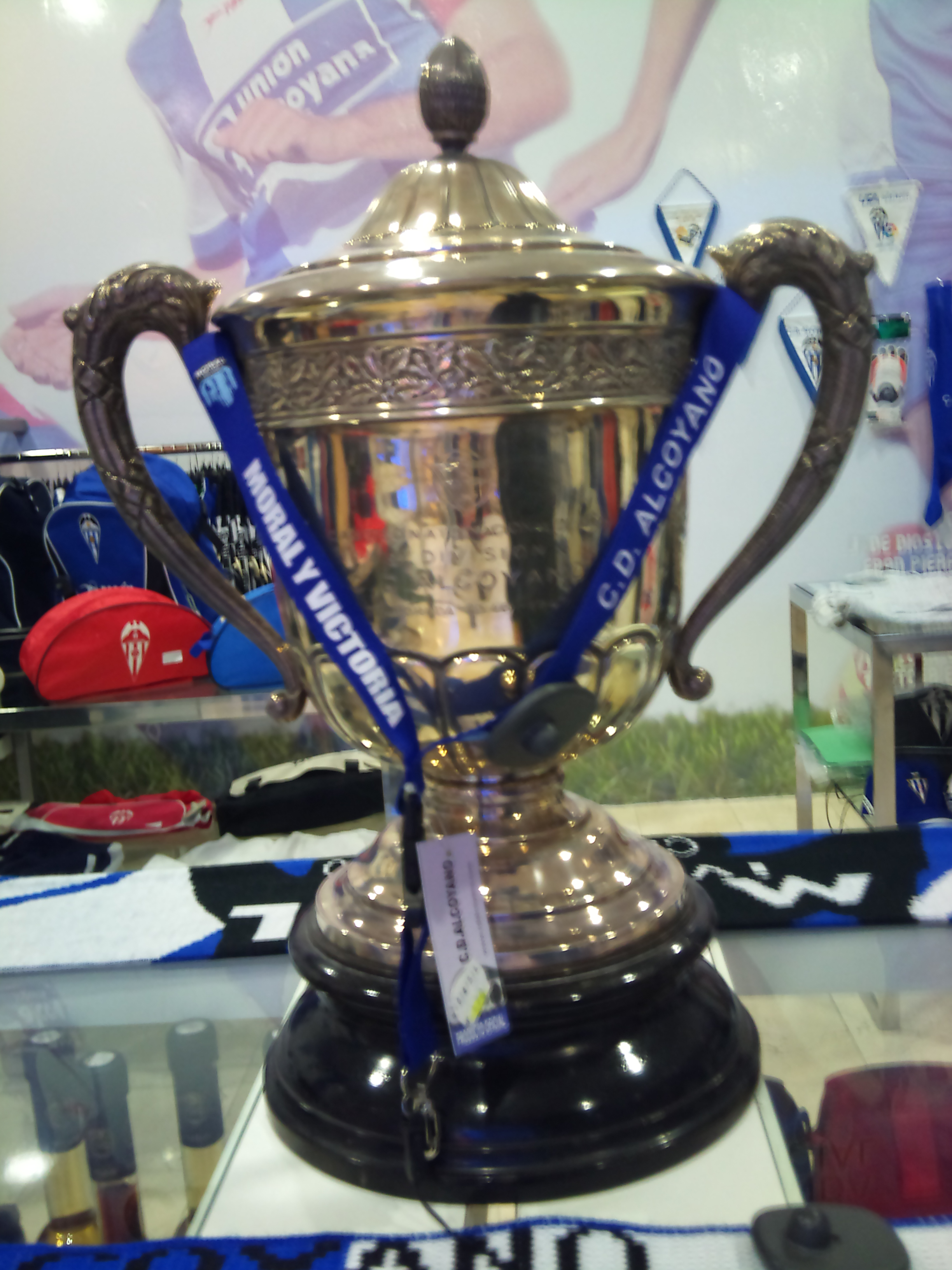
Una de las ligas de Segunda División ganadas por el CD Alcoyano.

- 1º Gol en 2ª RFEF:

### Temporadas
De 1929-30 a 2024-25
| Categoría             | Temporadas |
| --------------------- | ---------- |
| Primera División      | 4          |
| Segunda División      | 12         |
| Primera Federación    | 4          |
| Segunda División B    | 29         |
| Segunda RFEF          |            |
| Tercera División      | 31         |
| Categorías Regionales | 13         |

### Títulos
De 1929-30 a 2024-25
| Categoría             | Cant | Temporadas                                                     |
| --------------------- | ---- | -------------------------------------------------------------- |
| Segunda División      | 3    | 1944-45 \| 1946-47 \|1949-50                                   |
| Segunda División B    | 1    | 2008-2009                                                      |
| Tercera División      | 6    | 1954-55 \| 1956-57 \| 1966-67 \| 1981-82 \| 1996-97 \| 2019-20 |
| Categorías Regionales | 3    | 1931-32 \| 1939-40 \| 1941-42                                  |

### Trofeos amistosos
- Trofeo Ciudad de Alcoy: (18) 1977, 1979, 1983, 1984, 1985, 1986, 1987, 1988, 1991, 1994, 1995, 1997, 1999, 2005, 2006, 2007, 2018, 2021
- Trofeo Ciudad de Gandía: (3) 1977, 1984, 1989
- Trofeo Fundación Deportiva Municipal de Villena: (1) 2011
- Trofeo Ciudad de Cartagena: (1) 2013
- Trofeo Vinos de Yecla: (1) 2023
- Trofeo Manny Pelegrín: (1) 2025

## Estadísticas[14]

### Cronología de los entrenadores
- Florentino Moya (1929/30)
- Ángel Pérez Soler (1930)
- Mauri (1939/40)
- Ramón Balaguer (1940/48)
- Tomás Castro (1948/49)
- José Espada (1949/51)
- Ramón Balaguer (1951/54)
- Pedro Paradells (1954/55)
- Francisco Fernández Serrano "Quisco" y Alfonso Guasp García (1955/56)
- Alfonso Guasp García (1956/58)
- Enrique Martín Navarro "Quique" (1958/59)
- Francisco Fernández Serrano "Quisco"  (1959/60)
- Alfonso Guasp García (1960/61)
- Pedro Paradells y Enrique Buqué (1961/62)
- Enrique Buqué y Miguel Bertral (1962/63)
- Miguel Bertral y Rafael Arnal (1963/64)
- Alfonso Pintos y Alfonso Guasp García (1964/65)
- Pedro Pablo Sará (1965/66)
- Alfonso Guasp García (1966/67)
- León Lasa Múgica (1967/68)
- León Lasa y José Antonio Bermúdez Rodríguez (1968/69)
- Rogelio Santiago García "Lelé" (1969/70)
- Juan Simón y Felipe Ara (1970/71)
- Juan Vázquez Toledo (1971/72)
- Juan Vázquez Toledo y Miguel (1972/73)
- Manuel Ruiz Sosa, Miguel  Murueta Cano y Miguel (1973/74)
- Salvador Mut (1974/75)
- Bertral, Vaquer, José Martínez, Cervera, González y Manuel Polinario Muñoz "Poli" (1975/76)
- Manuel Polinario Muñoz "Poli" (1976/77)
- Roberto Ortiz Armengol (1977/78)
- Roberto Ortiz Armengol y Francisco Campos (1978/79)
- Francisco Campos y Juan Carlos Rodríguez (1979/80)
- Juan Carlos Rodríguez, Juan Vázquez y Julián Campayo "Didí" (1980/81)
- Francisco Parreño Granados (1981/82)
- Juan Muñoz (Cerdá 1982/83)
- Ramón Pérez Rodríguez (1983/84)
- Luis García "Luiche" y Quique Hernández (1984/85)
- Francisco Parreño y José Martínez (1985/86)
- Joaquín Carreras, Julián Campayo "Didí", José Ramón Fuertes y Julián Campayo "Didí" (1986/87)
- Ramón Pérez Rodríguez "Moncho" (1987/88)
- Juan Muñoz Cerdá (1988/92)
- Juan de la Cruz Ramos Cano, "Juande" Ramos  (1992/94)
- Luis García "Luiche" (1994/95)
- Luis García "Luiche" y "Pepe" Aroca (1995/96)
- José "Pepe" Aroca  Fresneda (1996/97)
- Tetxu Delgado y Toni Aparicio (1997/98)
- "Toni" Aparicio (1998/99)
- Manuel Carrión (1999/00)
- Jerónimo Lloret Pellicer "Calsita" (2000/01)
- José "Pepe" Aroca  Fresneda (2001/02)
- Roberto Granero (2002/03)
- Roberto Granero y "Pepe" Aroca (2003/04)
- José "Pepe" Aroca  Fresneda (2004/05)
- Benigno Sánchez (2005/06)
- Manuel Herrero (2006/07)
- Juan Ignacio Martínez (2006/07)
- "Pepe" Soler (2007/08)
- "Pepe" Bordalás (2007/09)
- "Paco" López (2009/11)
- David Porras (2011/12)
- Luis César Sampedro (2011/12)
- Asier Garitano (2012/13)
- David Porras (2013/14)
- Óscar Cano (2014/15)
- Andrés Palop (2015/16)
- Toni Seligrat (2016/17)
- "Toni" Aparicio (2017/18)
- José Emilio Riquelme Galiana (2017/18)
- Mario Barrera (2017/18)
- Vicente Mir (2018/19)
- Mario Barrera (2018/19)
- Vicente Parras (2019/24)
- Juli Cerdá (2024 - actualidad)

### Goleadores

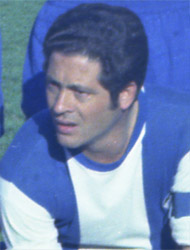
Miguel Pascual Valor

- Miguel Pascual ValorMáximo Goleador histórico: "Miguel" Pascual Valor  (1963-1971, 8 Temporadas) 117 goles / Liga (108) / Liguilla (1) / Copa (8)
- Máximo Pichichi en una temporada: Agustín Sánchez  González "Boli" (Temporada 1996/97) 42 goles / Liga (34) / Liguilla (7)  / Copa RFEF (1)
- Máximo goleador en Primera División: Francisco Fernández Serrano "Quisco" con 16 goles en 74 partidos.

### Total Partidos
De 1929-30 a 2024-25
| PARTIDOS              | Liga | Promoción | Copa | Federación | TOTAL |
| --------------------- | ---- | --------- | ---- | ---------- | ----- |
| 1ª División           | 108  | 0         | 11   | 18         | 137   |
| 2ª División           | 371  | 20        | 22   | 21         | 434   |
| Primera RFEF          | 152  | 0         | 3    | 0          | 155   |
| 2ª División B         | 1087 | 30        | 77   | 11         | 1205  |
| Segunda RFEF          |      |           |      |            |       |
| 3ª División           | 1102 | 39        | 33   | 30         | 1204  |
| Categorías Regionales | 217  | 15        | 0    | 0          | 232   |
| TOTAL                 | 2999 | 104       | 146  | 80         | 3329  |

### Total Goles
De 1929-30 a 2024-25
| GOLES                 | Liga | Promoción | Copa Rey | Copa RFEF | TOTAL |
| --------------------- | ---- | --------- | -------- | --------- | ----- |
| 1ª División           | 145  | 0         | 19       | 31        | 195   |
| 2ª División           | 636  | 43        | 32       | 36        | 747   |
| Primera RFEF          | 144  | 0         | 7        | 0         | 151   |
| 2ª División B         | 1331 | 28        | 108      | 18        | 1485  |
| Segunda RFEF          |      |           |          |           |       |
| 3ª División           | 1762 | 67        | 56       | 43        | 1928  |
| Categorías Regionales | 463  | 23        | 0        | 0         | 486   |
| TOTAL                 | 4481 | 161       | 222      | 128       | 4992  |

### Goleadas
| Categoría        | Dato                                | Partido                                                                                | Temporada                              |
| ---------------- | ----------------------------------- | -------------------------------------------------------------------------------------- | -------------------------------------- |
| 1ª División      | Máxima Goleada Marcada - Local      | Alcoyano 6-1 Sporting de Gijón                                                         | (1947/1948)                            |
| 1ª División      | Máxima Goleada Marcada - Visitante  | Real Murcia 2-3 Alcoyano                                                               | (1945/1946)                            |
| 1ª División      | Máxima Goleada Recibida - Local     | Alcoyano 0-4 Athletic Club                                                             | (1947/1948)                            |
| 1ª División      | Máxima Goleada Recbida- Visitante   | Athletic Club 8-1 Alcoyano                                                             | (1950/1951)                            |
| 2ª División      | Máxima Goleada Marcada - Local      | Alcoyano 7-0 AD Ceuta                                                                  | (1944/1945)                            |
| 2ª División      | Máxima Goleada Marcada - Visitante  | Real Zaragoza 1-4 Alcoyano                                                             | (1944/1945)                            |
| 2ª División      | Máxima Goleada Recibida- Local      | Alcoyano 0-5 Hércules CF                                                               | (2011/2012)                            |
| 2ª División      | Máxima Goleada Recibida- Visitante  | CD Badajoz 6-0 Alcoyano                                                                | (1957/1958)                            |
| 1ª División RFEF | Máxima Goleada Marcada - Local      | Alcoyano 3-0 At. Sanluqueño Alcoyano 3-0 CD Calahorra Alcoyano 3-0 UD Melilla          | (2021/2022) (2022/2023) (2023/2024)    |
| 1ª División RFEF | Máxima Goleada Marcada - Visitante  | Costa Brava 0-3 Alcoyano, San Fernando CDI 0-3 Alcoyano y At. Sanluqueño 0-3 Alcoyano. | (2021/2022) (2023/2024) y (2024/2025)  |
| 1ª División RFEF | Máxima Goleada Recibida - Local     | Alcoyano 0-3 At. Madrid B , Alcoyano 0-3 Málaga CF y Alcoyano 0-3 R. Murcia .          | (2023/2024), (2023/2024) y (2024-2025) |
| 1ª División RFEF | Máxima Goleada Recibida - Visitante | Betis Dep. 4-0 Alcoyano                                                                | (2024/2025)                            |
| 2ª División B    | Máxima Goleada Marcada - Local      | Alcoyano 7-1 Manacor                                                                   | (1990/1991)                            |
| 2ª División B    | Máxima Goleada Marcada - Visitante  | Espanyol B 0-4 Alcoyano                                                                | (2013/2014)                            |
| 2ª División B    | Máxima Goleada Recibida- Local      | Alcoyano 0-4 Real Jaén                                                                 | (1983/1984)                            |
| 2ª División B    | Máxima Goleada Recibida- Visitante  | Alicante CF 6-0 Alcoyano                                                               | (2004/2005)                            |
| 2ª División RFEF | Máxima Goleada Marcada - Local      |                                                                                        |                                        |
| 2ª División RFEF | Máxima Goleada Marcada - Visitante  |                                                                                        |                                        |
| 2ª División RFEF | Máxima Goleada Recibida - Local     |                                                                                        |                                        |
| 2ª División RFEF | Máxima Goleada Recibida - Visitante |                                                                                        |                                        |
| 3ª División      | Máxima Goleada Marcada - Local      | Alcoyano 9-1 Villena CF y Alcoyano 9-1 CD Alcudia                                      | (1954/55) y (1962/63)                  |
| 3ª División      | Máxima Goleada Marcada - Visitante  | Villarreal CF 1-6 Alcoyano                                                             | (1960/1961)                            |
| 3ª División      | Máxima Goleada Recibida - Local     | Alcoyano 1-4 UD Español de San Vicente                                                 | (1977/1978)                            |
| 3ª División      | Máxima Goleada Recibida - Visitante | Torrellano CF 7-1 Alcoyano                                                             | (2000/2001)                            |

## Himno
El himno oficial del club se titula "La moral del Alcoyano", con música de Miguel Peidró y Jaime Lloret y letra de Armando Santacreu, fue compuesto en 1979 con motivo de las bodas de oro del club. En 2004, coincidiendo con el 75.º aniversario de la entidad, se modernizó la música y fue interpretado por el cantante alcoyano José Zamora. También se hizo una versión con la letra en valenciano.